# Nati nel 1251
| Questa pagina contiene informazioni ricavate automaticamente dalle voci biografiche con l'ausilio del template Bio e di un bot. L'aggiornamento è periodico e automatico e ricostruisce completamente la pagina. Se manca una persona in questa lista, sei pregato di non aggiungerla, ma accertati piuttosto che la sua voce biografica contenga il template Bio e che i dati anagrafici siano correttamente compilati. Se il template Bio manca, inseriscilo tu stesso o, in alternativa, metti l'avviso {{tmp\|Bio}} che ne segnala la mancanza. Se i dati riportati sono sbagliati, correggi direttamente la voce biografica; le modifiche saranno visibili in questa lista entro pochi giorni. Per chiarimenti vedi il progetto biografie. La lista contiene solo le 6 persone che sono citate nell'enciclopedia e per le quali è stato implementato correttamente il template Bio. Pagina aggiornata al 19 ott 2024. |

- 7 aprile - George de Cantilupe, nobile inglese († 1273)
- 5 giugno - Hōjō Tokimune, militare giapponese († 1284)
- 29 giugno - Pietro I d'Alençon, nobile francese († 1284)
- 2 settembre - Francesco Venimbeni, presbitero italiano († 1322)
- Alice di Borgogna-Auxerre, nobile francese († 1290)
- Giacomo III Oldofredi, politico italiano († 1325)